# Садовка (Новосибірська область)
Садовка (рос. Садовка) — присілок у Киштовському районі Новосибірської області Російської Федерації.
Входить до складу муніципального утворення Залівінська сільрада. Населення становить 7 осіб (2010).

## Історія
Згідно із законом від 2 червня 2004 року органом місцевого самоврядування є Залівінська сільрада.

## Населення
| 2002 | 2007 | 2010 |
| ---- | ---- | ---- |
| 22   | ↘5   | ↗7   |